# André Schlesser
Pour les articles homonymes, voir Schlesser.
André Schlesser, dit Dadé, est un chanteur et cabarettiste français, né le 1er juin 1914 à Paris 10e et mort le 15 février 1985 à Vence (Alpes-Maritimes).
Il forme avec Marc Chevalier le duo Marc et André à partir de 1947. En 1951, avec ses amis Léo Noël et Brigitte Sabouraud, les deux compères fondent le Cabaret L'Écluse, qu'ils dirigeront jusqu'en 1974. Il a été aussi comédien, chanteur de théâtre pour Jean Vilar notamment. Il a été marié à la comédienne Maria Casarès.

## Biographie

### Jeunesse
D'origine gitane, il naît le 1er juin 1914 à Paris 10e de père inconnu. André Schlesser doit son nom à sa mère, Anna di Mascio, qui se mariera avec Eugène Schlesser, d'origine mosellane de Ranguevaux.
Il commence une carrière de comédien chez les Scouts de France, puis devient un comédien chanteur et un directeur de salle du cabaret L'Écluse pendant près de vingt-quatre ans.

### Scoutisme et Comédien Routier
Au début des années 1930, c'est avec les Scouts de la 37e Paris, dans le vingtième arrondissement populaire qu'il monte en amateur sur les planches, lors des fêtes du Groupe. Ainsi, le 3 janvier 1932, sous la présidence de l'abbé Charmuzy, curé de la paroisse de Charonne, a lieu une « Grande fête d’hiver » : les chefs, avec Jean Blaire, Raoul Serène, André Schlesser interprètent « Les grands garçons ».
Dans le milieu des années 1930, avec Raoul Serène, il intègre la petite troupe de théâtre issue du mouvement scout, les Comédiens Routiers, sous la direction de Léon Chancerel, pionnier du théâtre pour la jeunesse et fondateur de la troupe. Il y fait la connaissance de Maurice Jacquemont, Bernard La Jarrige, Hubert Gignoux, François Chatelard, Yves Joly, Louis Simon et Romain Simon, Jean-Pierre Grenier, Olivier Hussenot.
Les comédiens, fidèles à leur engagement « routier », dont le mot d’ordre est « servir », se donnent pour mission chrétienne, un service dramatique social qui consiste à « aller planter ses tréteaux tragiques ou comiques partout où l’exigera l’action sociale et plus particulièrement dans les faubourgs et les campagnes ». Ainsi dans le quartier populaire de Charonne et auprès des Chiffonniers de "la Zone".
Le succès naissant des Comédiens Routiers, qui ira grandissant de 1929 jusqu’à 1939, veille de la guerre, contribue alors à répandre un courant novateur dans l'art dramatique.

### Pendant la guerre
Comme certains autres de ses camarades, André Schlesser s'émancipe bientôt de cette mouvance scout pour aller à la recherche d'un théâtre plus professionnel et novateur.
Ainsi, en 1939, on retrouve André Schlesser à « La Compagnie des Quatre Saisons » avec Maurice Jacquemont, Michel Vitold, Svetlana Pitoëff, Jean Dasté… Le jeune Jacques Dufilho vient y faire une audition et sera engagé. La Compagnie des Quatre Saisons a été fondée par André Barsacq, Jean Dasté et Maurice Jacquemont en 1937.

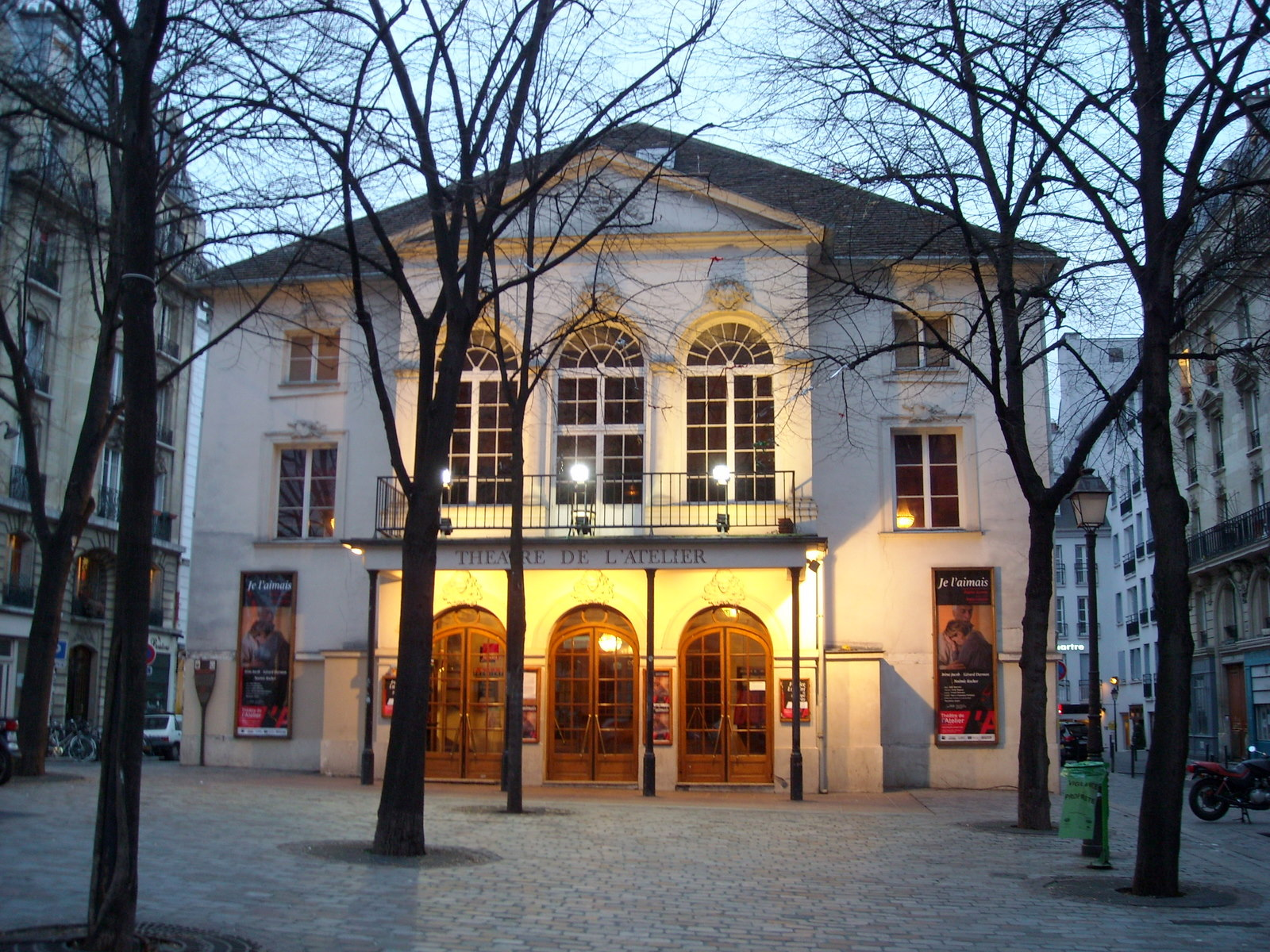
La façade du Théâtre de l'Atelier, en mars 2010.

Dès 1940, il commence à travailler et à jouer au Théâtre de l'Atelier, avec André Barsacq qui vient d'en prendre la direction et pour qui, il jouera plusieurs pièces.
Entre 1941 et 1942, André Schlesser obtient un rôle dans Les Pipeaux, spectacle de music-hall, joué à l'Alhambra avec Denise Benoit, R. Seltel, Pierre Duverger, Jacques Le Flaguais et C. Paroldi.
En 1942, c'est la naissance de sa première enfant officielle : Anne Schlesser, une fille qui deviendra peintre. En 1944, naît son second enfant : Gilles Schlesser, un fils qui deviendra écrivain, notamment, du livre « Le Cabaret rive gauche » qui traite de la grande époque des cabarets, et relate aussi l'aventure cabaretiste de son père.
Vers 1946, il se joint naturellement à la compagnie Grenier-Hussenot, nouvellement créée par Jean-Pierre Grenier et Olivier Hussenot, et composée, entre autres, d'Yves Robert et des futurs prometteurs Frères Jacques.
Jean-Pierre Grenier s’exprime ainsi dans une interview retranscrite par Cécile Philippe et Patrice Tourenne pour le livre Les Frères Jacques paru en 1981 aux éditions Balland : « La compagnie Grenier-Hussenot a été la première à naître en France à la Libération, la première donc à former une troupe permanente dans laquelle figuraient entre autres Yves Robert, Jacques Hilling, Marie Mergey etc. Nous avions un objectif précis : le rejet, la destruction de fausses valeurs d'avant-guerre. Nous souhaitions ridiculiser ce théâtre officiel, soit par un répertoire nouveau qu'il a fallu fabriquer, soit par la manière d'aborder les textes dits classiques. On sortait du Claudel grandiloquent, vous comprenez, les gens avaient besoin d'autre chose. Ce choix de la parodie a tout de suite trouvé un écho chez les jeunes dont on n'avait pas eu le temps de pervertir le goût. Nous avions un public fantastique de gens envahissants les salles (…) Il n'y avait pas encore de législation sévère sur la sécurité. Il y avait un contact extraordinaire avec les spectateurs : dialogues, échanges de courriers permanents. Pendant la guerre, personne ne pouvait s'exprimer. Tout le monde se méfiait de tout le monde. On ne parlait même pas sans arrière-pensée avec son meilleur ami. Alors le théâtre permettait de dire ce besoin d'amitié des autres. Et les comédiens venaient jouer pour le plaisir, pas pour rechercher forcément le volontariat. ».
Avec cette troupe, André Schlesser joue dans la pièce musicale Les Gueux au Paradis, montée par Maurice Jacquemont qui devient le premier succès de la troupe. Il y fait la connaissance à cette occasion de Marc Chevalier. C'est leur première rencontre artistique et le début d'une histoire. Le courant passe tout de suite entre eux, et pendant la tournée qu'ils effectuent avec la troupe, ils s’amusent à chanter ensemble régulièrement. Ce sera le début d'une passion pour la musique, l'humour, et les chansons de théâtre, de music-hall. À la fin des représentations, ils retournent chacun de leur côté vers de nouveaux horizons et il faudra atteindre l'été 1947 pour qu'il se retrouvent fortuitement.
Toujours en 1946, Barsacq mettra en scène Roméo et Jeannette de Jean Anouilh avec, pour la première fois, Maria Casarès et Jean Vilar au Théâtre de l'Atelier. André Schlesser n'est pas loin. C'est probablement là que va se faire la première rencontre de ces trois artistes dont les destins se lieront.

### Chanteur cabarestiste

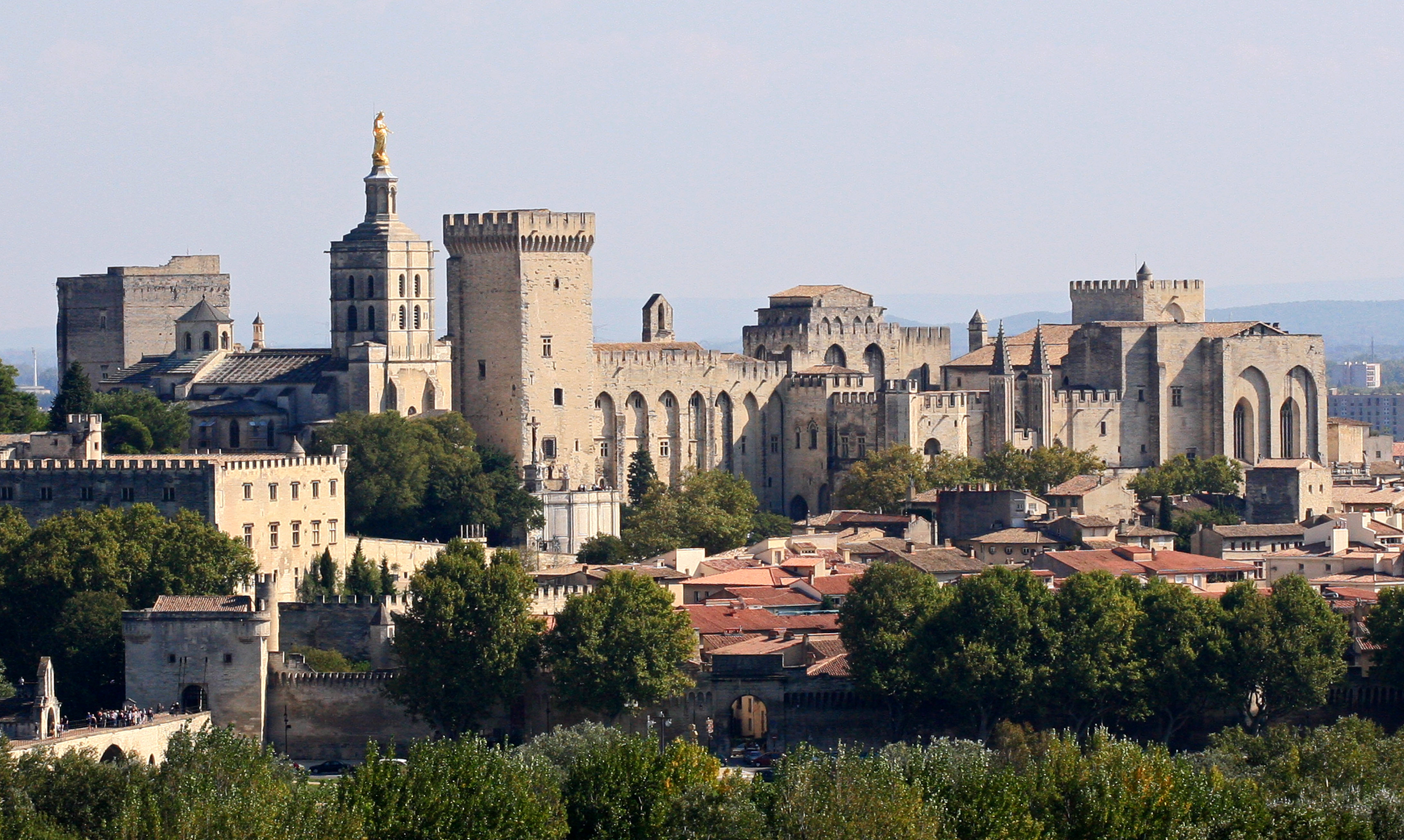
André Schlesser deviendra un compagnon fidèle de la troupe de Jean Vilar : tout commença en 1947 dans la cour d'honneur du palais des Papes d'Avignon, lors de la « 1re Semaine d’art dramatique en Avignon ».

Jean Vilar crée l'évènement en 1947 en organisant du 4 au 10 septembre dans la cour d'honneur du palais des Papes, à Avignon, la « Semaine d’art dramatique en Avignon », qui deviendra le Festival d’Avignon. Il a emporté dans ses bagages tous les amis de théâtre qu'il compte comme André Schlesser et qui ont bien voulu le suivre dans cette aventure.
Et c'est ainsi, avec le plus grand des hasards, que Marc Chevalier, revenu en vacances dans sa ville natale d'Avignon, le retrouve. Trop contents d'être à nouveau ensemble, et passionnés déjà de chansons de cabaret, de récital, ils décident de monter à Paris pour y chanter ensemble. Ils prennent le nom de Marc et André et tentent leur chance aux auditions avec quelques chansons, essentiellement des reprises. Engagés dans les cabarets de Montmartre, ils commencent à se produire notamment chez Maître Pierre grâce à Jacques Douai qui les encourage et leur trouve des qualités certaines. Puis on les retrouve ensuite chez Pom, au Lapin Agile... et Rive Gauche, ils chantent aux Assassins, au Quod Libet, au Méphisto, au Café de L'Écluse.
1947 marque également le début d'une longue et fructueuse collaboration d'André Schlesser au théâtre de Jean Vilar, et qui se poursuivra avec le duo Marc et André jusqu'en 1963. Il saura se rendre indispensable : il est l'homme de tous les métiers, de toutes les situations. C'est à ce titre qu'il est dans l'aventure du festival d'Avignon et plus tard du Théâtre national populaire.
En 1949, au cabaret « Le Lapin Agile, Marc et André rencontrent Brigitte Sabouraud et Léo Noël, venus faire eux aussi leur petit numéro de tour de chant. Ils font alors rapidement connaissance et sympathisent. Sur les quais de la Seine en 1951, ce quatuor d'artistes se retrouve et fonde le Cabaret L'Écluse en lieu et place du Café de l'Écluse dans lequel se produisait Marc et André, ainsi que le jeune Léo Ferré. Peu à peu, l'Écluse deviendra jusqu'en 1974 le cabaret de référence de la rive gauche, formant des dizaines de chanteurs dont beaucoup furent de grands noms de la chanson française. Ils deviendront alors ensemble 4 références incontournables de la rive gauche de 1950 à 1970.
Bref retour sur 1950 : André revient au Théâtre des Arts pour un rôle dans Le Bal des voleurs de Jean Anouilh, avec une mise en scène d'encore André Barsacq.
Grâce à André Schlesser qui le présente, Marc Chevalier intègre lui aussi en 1954 les compagnons de Jean Vilar au TNP.
En 1956, ils obtiennent pour la première fois de leur carrière le Grand Prix du Disque 1956 de l'Académie Charles-Cros.
Marc et André deviennent les chanteurs attitrés du Théâtre national populaire de Jean Vilar, tout comme Maurice Jarre en est le compositeur attitré. Ils interviendront régulièrement dans les pièces : L'Étourdi, Marie Tudor, Le Mariage de Figaro…Et notamment pour Les caprices de Marianne, spectacle présenté dans le cadre du 12e Festival d'Avignon du 15 juillet au 3 août 1958. André Schlesser y tient un rôle de chanteur avec Marc Chevalier.
On les entend ainsi sur 20 enregistrements sonores de théâtre (époque 1951- 1962) d'une double compilation LP qui regroupe l'essentiel de leur répertoire dans ce domaine très particulier des chansons écrites pour le théâtre. La chanson « Les chemins de l'amour » extraite de cet album préfacé par Jean Vilar, a permis à Marc et André d'obtenir un second Grand Prix du Disque de l'Académie Charles Cros en 1963. Ce titre, paroles de Jean Anouilh, musique de Francis Poulenc, a été écrit pour la pièce « Leocadia », créée à Paris en 1940.
Interprète de chansons, en 1959, il écrit et compose la chanson « Souvenance » pour Barbara, une grande dame brune dont on a découvert depuis peu le talent à « L'Écluse ».
De 1951 jusqu'à la fin de 1974, pour le Cabaret L'Écluse dont il est l'un de cofondateurs, il en sera l'un des directeurs artistiques, et directeur de salle assurant avec ses amis fondateurs les nombreuses auditions et choix de programmation, la direction Artistique, puis la direction générale à la suite du départ de Brigitte Sabouraud vers 1970. Il a donné leur chance artistique à de nombreux artistes débutants qui deviendront célèbres en leur offrant souvent une première scène pour quinze francs de cachet par représentation.
Marc et André s'y donneront régulièrement en spectacle assumant en duo, après le décès de Léo Noël en 1966 et le départ de Brigitte Sabouraud en 1970, la direction de l'établissement, la présentation des numéros dont le numéro 6, clou du spectacle en la personne de la vedette confirmée. Ils feront également de nombreuses tournées hors de la France métropolitaine.
« Deux voix parfaitement accordées pour promener sur les routes de France et de Belgique (Barbara les invita à Bruxelles dans son Cheval Blanc), de Navarre et d'Amérique, les trésors de notre répertoire (une longue tournée sur les campus les y fit découvrir à toute une génération de jeunes yankees ». Propos de Bernard Merle dans « La lettre des amis de Barbara » No 28 Hiver 2006.
André Schlesser, que Marc Chevalier surnomme affectueusement et surtout par amitié Dadé, devient ainsi un compagnon de route artistique jusqu'en 1974 à la fermeture du Cabaret L'Écluse.

### Après la fin de L'Écluse
Dans les années 1970, avec les éditions Lucien Adès / Le Petit Ménestrel, Marc et André enregistrent un album de chansons pour enfants avec un ensemble instrumental sous la direction de Jean Baitzouroff. Le livret d'accompagnement et la pochette sont illustrés par Maurice Tapiéro.
Mais les yéyés, les groupes de rock, le développement de l'industrie phonographique autour de la Hifi, du LP 33 et l'avènement des chaînes de télévision, la hausse des taxes, puis la crise liée au premier choc pétrolier de 1973 se combinent pour faire baisser plus que dangereusement la fréquentation des cabarets.
La route de Marc et André se sépare fin 1974, avec la fermeture de l’Écluse. Ils poursuivront alors leur carrière chacun de leur côté, Marc Chevalier créant un centre de formation aux métiers d’art et de la communication (CREAR), et André Schlesser continuant son chemin d’interprète encore quelque temps avant de se retirer.
André Schlesser se marie le 27 juin 1978 avec Maria Casarès (1922 - 1996) : rencontrée au Théâtre de l'Atelier, vingt-trois ans auparavant dans la troupe d'André Barsacq qui venait de la recruter avec Jean Vilar, et qui comptait déjà depuis cinq ans André Schlesser. « Voici mon mari. Le seul homme qui m'ait donné son nom après mon père, celui à qui je suis allée tout naturellement pour qu'il m'unisse à ma patrie nouvelle… ». Entre eux, elle appellera aussi affectueusement Dadé celui qui lui a permis d'obtenir la nationalité française.

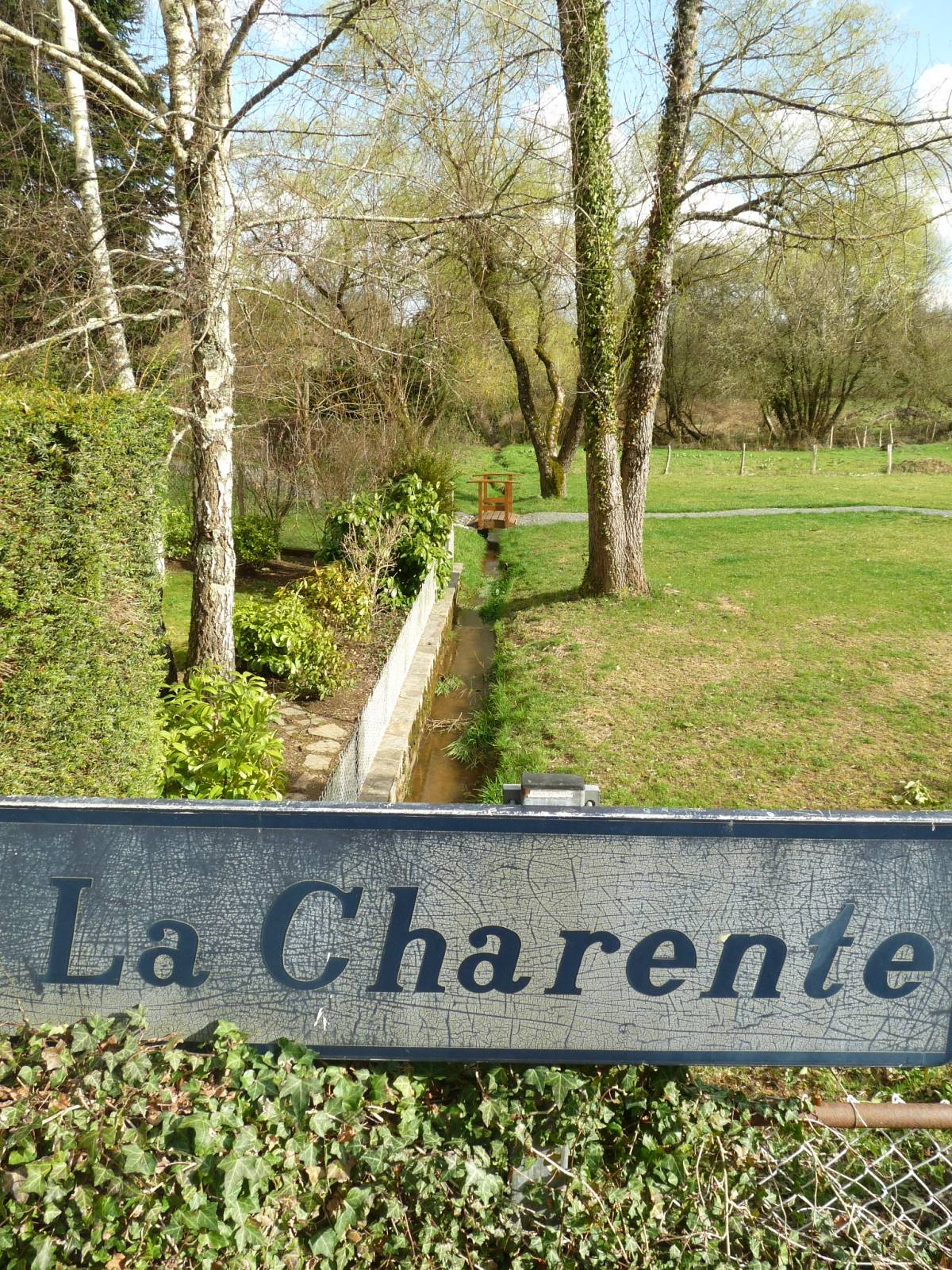
La source de la Charente à Chéronnac, en Haute-Vienne.

Les époux s'installent progressivement à La vergne, manoir campagnard et terres situés sur la commune d'Alloue (Charente) que Maria et André avaient achetés - une partie chacun - le 5 août 1961. Elle et son compagnon mettront des années à s'installer confortablement dans cette demeure mûrement choisie. André est occupé à transformer la vieille maison en refuge confortable tandis que Maria, elle-même, s'adonne au ménage, « …une des meilleures écoles ! ». Maria y écrit son livre « Résidente privilégiée » qu'elle publie en 1980.
Dès qu'ils sont de retour à Paris, ils s'amusent tous deux à chiner dans les brocantes, ou bien encore chez les antiquaires pour dénicher des objets qu'ils transporteront dans une vieille 2 CV Citroën. Contrairement à ce que l'on pourrait penser, Maria Casares n'obtint pas des cachets faramineux comme ceux que peuvent espérer les grandes stars d'aujourd'hui : tout son argent passait dans l'aménagement de La Vergne. Et il est de notoriété publique que c'est son rôle dans la pièce « Cher menteur », avec Pierre Brasseur, qui lui aura permis d'acquérir son nid d'amour charentais.
Le manoir de La Vergne accueillera le couple de plus en plus fréquemment. André Schlesser y passe les dernières années de sa vie avant de s'éteindre le 15 février 1985 dans sa 71e année à Saint-Paul-de-Vence, dans les Alpes-Maritimes, chez Hubert Ballay, l'amour de Barbara qui écrivit pour lui Dis, quand reviendras-tu ? ».

### Postérité
André Schlesser et Maria Casarès reposent au haut du cimetière d'Alloue sous 2 pierres tombales jumelles côte à côte.
Après la mort d'André, ses enfants Anne et Gilles Schlesser lèguent à Maria Casarès la partie de La Vergne qui appartenait à leur père.
Pour remercier la France d'avoir été une terre d'asile, et étant sans héritier direct, Maria Casarès décide de léguer la propriété La Vergne - qui, désormais, lui appartenait donc en entier - à la commune d'Alloue, à sa disparition. C'est ainsi qu'à son décès, Alloue, ce petit village de 600 âmes hérite du domaine. Un tel cadeau, certes magnifique, est un présent lourd en gestion et en responsabilités pour une petite commune sans recettes budgétaires extensibles : son maire Lucien Simonneau, prend alors contact avec Véronique Charrier, qui fut directrice adjointe du Festival d'Avignon et qui connaissait Maria. Ainsi naît l'idée de « La Maison du Comédien - Maria Casares » qui occupe le lieu, depuis. Le visiteur, peut-être rendu curieux par cette page, prendra plaisir à visiter cette demeure, siège de l'association loi 1901 La Maison du Comédien - Maria Casares dont François Marthouret, comédien, est le président.
André Schlesser est aussi le père de deux autres enfants d'unions différentes, et grand-père quatre fois. Il n'a toutefois pas eu d'enfants avec Maria Casarès, sa dernière épouse.

## Récompenses Professionnelles
Avec le duo Marc & andré
« Grand Prix du Disque 1956 de l'Académie Charles Cros ».
« Grand Prix du Disque 1963 de l'Académie Charles Cros » : pour la chanson Les chemins de l'amour extraite de l'album « Chansons de théâtre » et extrait de la pièce « Léocadia » de Jean Anouilh & Francis Poulenc, compositeur, interprétée par Marc Et André.
Autres distinctions
Membre d'Honneur de l'association Les amis de Barbara depuis 2000.

## Discographie
(Voir également Marc Et André).
Compilation de chansons et musique pour le Théâtre

## Théâtre
N.B. : Pour certains spectacles et pièces de théâtre, André Schlesser joue parfois plusieurs petits rôles et surtout chante, d'abord seul puis avec Marc Chevalier à partir de 1954.

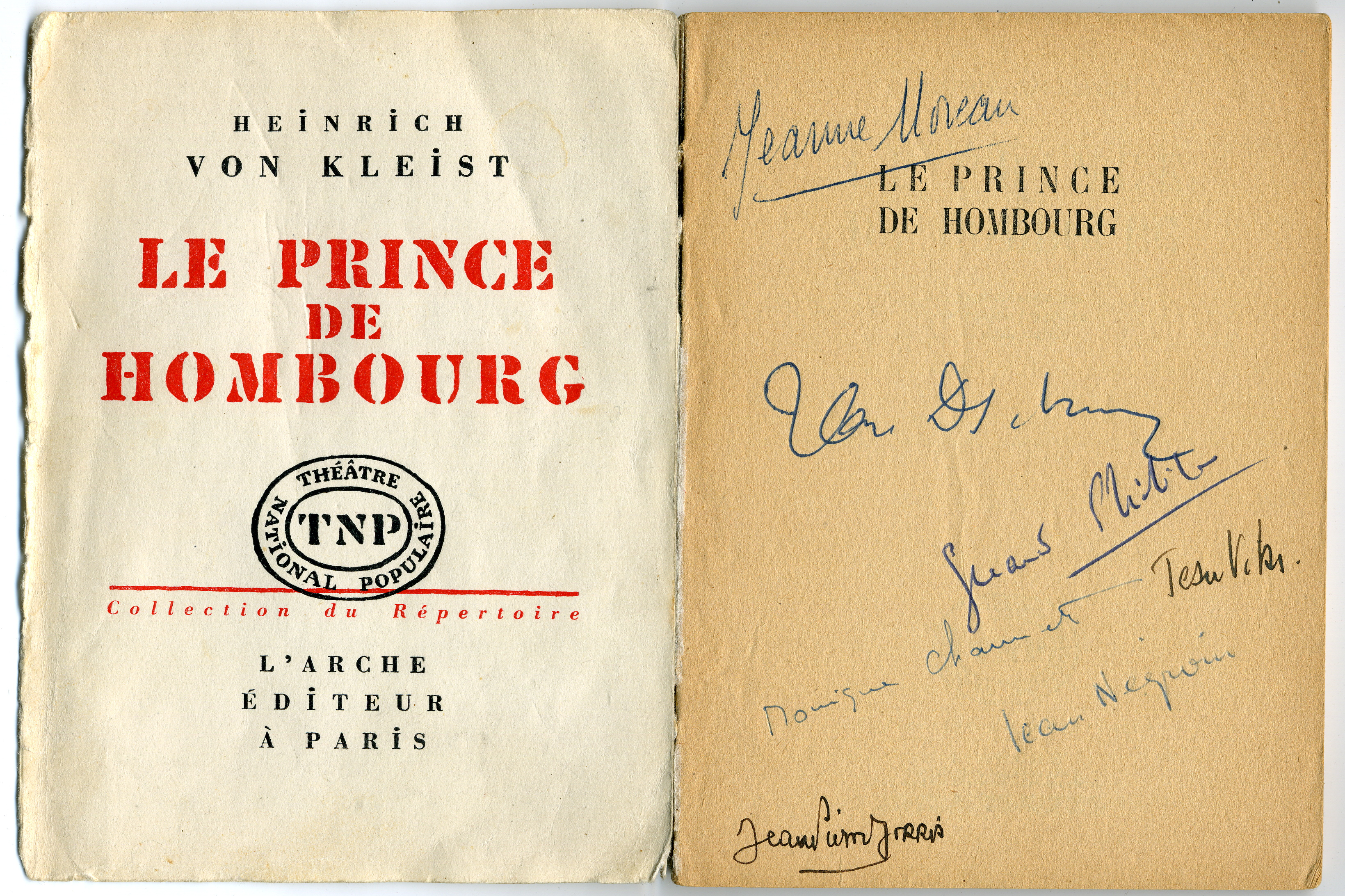
Le livret de la pièce Le Prince de Hombourg (1952) avec les autographes des artistes.

- 1940-1941 : Le Rendez-vous de Senlis de Jean Anouilh au Théâtre de l'Atelier (363 représentations)[33]: Le Docteur. Mise en scène d'André Barsacq.
- 1941-1942 : Les Pipeaux, music-hall, Alhambra
- 1942 : Eurydice de Jean Anouilh créée au théâtre de l'Atelier (Paris) le 18 décembre 1942 dans une mise en scène d'André Barsacq : secrétaire du commissaire
- 1946 : Les Gueux au Paradis, mise en scène par Maurice Jacquemont.
- 1947 : Richard II de Shakespeare
- 1947 : Tobie et Sara de Paul Claudel
- 1947 : La Terrasse de midi de Maurice Clavel, mise en scène de Jean Vilar dans le cadre de la semaine d’art dramatique en Avignon.
- 1950 : Le Bal des voleurs de Jean Anouilh, Théâtre des Arts, mise en scène d'André Barsacq.
- 1951-1974 : Spectacle de chansonnier-cabaretiste avec son duo Marc Et André au Cabaret L'Écluse.
- 1952 : L'Avare de Molière, mise en scène Jean Vilar, TNP Théâtre de Chaillot, Festival d'Avignon
- 1952 : Nucléa d'Henri Pichette, mise en scène Gérard Philipe & Jean Vilar, TNP Théâtre de Chaillot avec Gérard Philipe

- 1952 : Androclès et le Lion de George Bernard Shaw, Théâtre des Célestins de Lyon 28 janvier 1952)[34]
- 1952 : Le Prince de Hombourg d'Heinrich von Kleist, mise en scène Jean Vilar, TNP Festival d'Avignon : le serviteur de scène
- 1954 : Ruy Blas de Victor Hugo, mise en scène Jean Vilar, TNP Théâtre de Chaillot : un valet
- 1954-1956 : Macbeth de William Shakespeare - TNP dans le cadre du 8e Festival d'Avignon le 20 juillet 1954 : 3e assassin[35]. Traduction et adaptation de Jean Curtis, mise en scène de Jean Vilar
- 1955 et 1958 : Le Cid : un page[36]
- 1958 : Don Juan, : Ragotin[36].
- 1958 : Marie Tudor : Herald, un serviteur, chanteur[36].
- 1958 : Lorenzaccio : 14 octobre 1958 - 25 octobre 1958 : un serviteur[36].
- 1958 : Les Caprices de Marianne d'Alfred de Musset, mise en scène Jean Vilar, musique : chanteur[16].
- 1959 : La Fête du cordonnier de Thomas Dekker - TNP, Palais de Chaillot, 5 mars 1959 : 3e apprenti)[37]. Adaptation de Michel Vinaver d'après The Shoemaker's Holiday (en) ; mise en scène Georges Wilson
- Henri IV d'Angleterre, Festival d'Avignon : servant de scène, Gower, exempt du grand juge et premier messager.

## Discographie
- 1956 : « Fanfan La Tulipe » ∫ Disque Adès - Le Petit Ménestrel Alb. 4 (Livre disque)[38]

- Musique originale de Maurice Jarre - Illustrations de Jacques Pecnard (Livre Disque) (25 cm) Gérard Philipe Avec Daniel Sorano, Georges Wilson, J.P. Moulinot, André Schlesser, Monique Chaumette, Edwine Moiti
- 1963 : « Le Cid » de Pierre Corneille ∫ Encyclopédie sonore Hachette 320 E 806-807 (2 LP)

Illustré par Jacno, le créateur du logo du TNP. Enregistrement de 1955, édité en 1963. Mise en scène de Jean Vilar, et avec dans l'ordre d'apparition sur la scène : Silvia Monfort, Mona-Dol, Monique Chaumette, Laurence Constant, André Schlesser, Georges Wilson, Jean Deschamps, Gérard Philipe, Philippe Noiret, Jean Vilar, Roger Mollien, Georges Riquier.
- 1997 : « Ruy Blas : l'intégrale » dans la collection Musique de scène ∫ 3 disques compacts - Disques Milan 74321468312

Maurice Jarre (compositeur) /avec au chant André Schlesser, Juliette Gréco…
- 2007 : « Le Cid » de Pierre Corneille ∫ Disques Naïve 2 CD (Réédition au format CD)

Enregistré le 22 janvier 1955 sur la scène du T.N.P. au Palais de Chaillot à Paris. Réalisation Georges Hacquard. Motifs musicaux du XVIIe siècle, direction Maurice Jarre. Avec : Silvia Monfort (Chimène). Mona-Dol (Elvire). Monique Chaumette (L'infante de Castille). Laurent Constant (Léonor). André Schlesser (un page). Georges Wilson (le comte de Gormas). Jean Deschamps (Don Diègue). Gérard Philipe (Don Rodrigue). Philippe Noiret (Don Arias). Jean Vilar (le roi Don Fernand). Roger Mollien (Don Sanche). Georges Riquier (Don Alonse).
- 2009 : « Don Quichotte de la Manche » ∫ Disques RDM Edition[40]

Pièce avec Gérard Philipe (Don Quichotte), Jacques Fabbri (Sancho Pança), Jean Bolo (le Chevalier), Caroline Cler (Antonia), Robert Bazile (le Charretier), Georges Carmier (le Chêvrier) et Jean Négroni (Cervantes). Elle est notamment accompagnée par des chansons : la Chanson des Moulins par les Compagnons du Zodiaque, et « la Ballade de Dulcinée » chantée par André Schlesser. Adaptation phonographique de Jean Jacques Bloch.

### Archives Presse et papiers
- Bibliothèque nationale de France : Cabaret L’Écluse : Ensemble de documents concernant le Cabaret L’Écluse et son fondateur[41].

Donation de Monsieur Marc Chevalier, fonds entré en 2008 au département des Arts du spectacle. Le fonds se compose des archives du cabaret (administration, programmation, presse, photographies) et de documents concernant la carrière du duo Marc et André, dont des partitions et des disques.

### Archives sonores et INA
- Chansons d'Été : L'Ecluse, un cabaret rive-gauche en compagnie de Marc Chevalier, l'un des fondateurs du cabaret. Diffusée le 8 juillet 2009 sur France Musique | Durée : 34 min.
- Les Grandes Heures du TNP de Madeleine De Sola et Alain Trutat. Livre de 248 pages accompagné d'un DVD et 5 CD[42].
- INA : Le Prince de Hombourg - Cette pièce a été enregistrée à Avignon le 23 juillet 1951, et retransmise sur la chaîne nationale de la RTF le 29 juillet 1951 (2 h 17 min 26 s)[43]. Drame en cinq actes et en vers de Heinrich von KLEIST, retransmis en différé du Festival d'Avignon, musique de scène de Maurice Jarre.
- FR3 Chaîne télévisée : J’ai fait pour mon époque le théâtre de mon temps (Jean Vilar) - Émission réalisée par Claude Dagues et Bernard Tournois (1981). Production FR3-La Chartreuse (1h20). Hommage rendu à Jean Vilar pour le dixième anniversaire de sa mort. Avec Antoine Di Rosa, François Darbon, André Schlesser, Claude Roy, Silvia Monfort, Michel Bouquet...